# Bisbat de Jammu-Srinagar
El bisbat de Jammu-Srinagar (hindi: जम्मू श्रीनगर के सूबा; llatí: Dioecesis Iammuensis-Srinagarensis) és una seu de l'Església catòlica a l'Índia, sufragània de l'arquebisbat de Delhi. Al 2013 tenia 18.161 batejats d'un total de 13.849.892 habitants. Actualment està regida pel bisbe Ivan Pereira.

## Territori
La diòcesi comprèn íntegrament l'estat de Jammu i Caixmir, al nord de l'Índia.
La seu episcopal és la ciutat de Jammu Cantonment, on es troba la catedral de Santa Maria.
El territori s'estén sobre 222.236 km² i està dividit en 42 parròquies.

## Història
La prefectura apostòlica de Caixmir i Jammu va ser erigida el 17 de gener de 1952 amb la butlla  Aptiori christifidelium del Papa Pius XII, prenent el territori de les diòcesis de Rawalpindi (avui bisbat d'Islamabad-Rawalpindi) i de Lahore (avui arxidiòcesi)
El 4 de maig de 1968 assumí la denominació de prefectura apostòlica de Jammu i Caixmir.
El 10 de març de 1986, en virtut de la butlla Qui Sanctissimi Numinis del Papa Joan Pau II la prefectura apostòlica va ser elevada al rang de diòcesi i assumí el seu nom actual.

## Cronologia episcopal
- George Shanks, M.H.M. † (30 de maig deo 1952 - 1963 mort)
- John Boerkamp, M.H.M. † (10 de juliol de 1963 - 1978 mort)
- Hippolytus Anthony Kunnunkal, O.F.M.Cap. † (11 de novembre de 1978 - 3 d'abril de 1998 jubilat)
- Peter Celestine Elampassery, O.F.M.Cap. † (3 d'abril de 1998 - 3 de desembre de 2014 jubilat)
- Ivan Pereira, des del 3 de desembre de 2014[1]

## Estadístiques
A finals del 2013, la diòcesi tenia 18.161 batejats sobre una població de 13.849.892 persones, equivalent al 0,1% del total.
| any  | població | població   | població | sacerdots | sacerdots       | sacerdots       | sacerdots             | diaques | religiosos | religiosos | parroquies |
| ---- | -------- | ---------- | -------- | --------- | --------------- | --------------- | --------------------- | ------- | ---------- | ---------- | ---------- |
| any  | batejats | total      | %        | total     | clergat secular | clergat regular | batejats por sacerdot | diaques | homes      | dones      |            |
| 1970 | 2.450    | 3.560.976  | 0,1      | 10        |                 | 10              | 245                   |         | 10         | 42         |            |
| 1980 | 2.274    | 5.027.000  | 0,0      | 15        | 2               | 13              | 151                   |         | 14         | 55         |            |
| 1990 | 5.600    | 6.363.500  | 0,1      | 22        | 5               | 17              | 254                   |         | 21         | 108        | 29         |
| 1999 | 14.600   | 9.200.000  | 0,2      | 47        | 19              | 28              | 310                   | 1       | 32         | 182        | 29         |
| 2000 | 15.021   | 9.200.000  | 0,2      | 44        | 21              | 23              | 341                   | 1       | 27         | 174        | 29         |
| 2001 | 15.200   | 9.300.000  | 0,2      | 51        | 23              | 28              | 298                   | 1       | 32         | 182        | 34         |
| 2002 | 15.454   | 9.400.000  | 0,2      | 44        | 24              | 20              | 351                   | 1       | 20         | 198        | 38         |
| 2003 | 15.875   | 10.069.917 | 0,2      | 45        | 25              | 20              | 352                   | 1       | 20         | 200        | 38         |
| 2004 | 16.000   | 10.075.000 | 0,2      | 48        | 28              | 20              | 333                   | 1       | 20         | 180        | 38         |
| 2006 | 16.260   | 10.130.000 | 0,2      | 43        | 30              | 13              | 378                   | 1       | 13         | 185        | 28         |
| 2013 | 18.161   | 13.849.892 | 0,1      | 61        | 42              | 19              | 297                   | 1       | 19         | 195        | 42         |